# Mrok (serial telewizyjny)
Mrok – polski serial telewizyjny, wyprodukowany przez Telewizję Polską o sensacyjno-kryminalnej fabule, osadzony w realiach współczesnej Polski oraz pracy policji. Każdy z ośmiu odcinków stanowi odrębną całość. Emitowany od 28 listopada 2006 do 19 grudnia 2006 w TVP1.
Zdjęcia do serialu rozpoczęły się 3 grudnia 2005.

## Główna obsada
- Przemysław Bluszcz jako Michał Grosz
- Michał Anioł jako Władysław Jawor
- Magdalena Popławska jako Marta Czapska
- Marcin Kwaśny jako Marcin Burhardt
- Bronisław Cieślak jako Modest Strumiłło

## Spis odcinków
1. Interes życia
2. Być czy mieć
3. Nie wszystko można kupić
4. Miłość może zabić
5. Pamiętnik
6. Doskonały plan
7. Król życia
8. Temida